# Deutsche Badmintonmeisterschaft 2009
Die Deutsche Badmintonmeisterschaft 2009 fand vom 29. Januar bis zum 1. Februar 2009 in Bielefeld statt.

## Medaillengewinner
| Disziplin    | Gold                                                                 | Silber                                                            | Bronze                                                                    |
| ------------ | -------------------------------------------------------------------- | ----------------------------------------------------------------- | ------------------------------------------------------------------------- |
| Herreneinzel | Marc Zwiebler (1. BC Beuel)                                          | Björn Joppien (FC Langenfeld)                                     | Kai Waldenberger (TV Refrath)                                             |
| Herreneinzel | Marc Zwiebler (1. BC Beuel)                                          | Björn Joppien (FC Langenfeld)                                     | Marcel Reuter (1. BC Bischmisheim)                                        |
| Dameneinzel  | Juliane Schenk (SG EBT Berlin)                                       | Janet Köhler (SG EBT Berlin)                                      | Katja Michalowsky (SV Fischbach 1959)                                     |
| Dameneinzel  | Juliane Schenk (SG EBT Berlin)                                       | Janet Köhler (SG EBT Berlin)                                      | Carola Bott (1. BC Bischmisheim)                                          |
| Herrendoppel | Kristof Hopp (1. BC Bischmisheim) Johannes Schöttler (SG EBT Berlin) | Michael Fuchs (1. BC Bischmisheim) Ingo Kindervater (1. BC Beuel) | Ian Maywald (1. BC Beuel) Marc Zwiebler (1. BC Beuel)                     |
| Herrendoppel | Kristof Hopp (1. BC Bischmisheim) Johannes Schöttler (SG EBT Berlin) | Michael Fuchs (1. BC Bischmisheim) Ingo Kindervater (1. BC Beuel) | Tim Dettmann (SG EBT Berlin) Patrik Neubacher (BW Wittorf)                |
| Damendoppel  | Birgit Overzier (1. BC Beuel) Sandra Marinello (1. BC Düren)         | Janet Köhler (SG EBT Berlin) Annekatrin Lillie (BW Wittorf)       | Stefanie Müller (TSV Röttenbach) Claudia Vogelgsang (VfB Friedrichshafen) |
| Damendoppel  | Birgit Overzier (1. BC Beuel) Sandra Marinello (1. BC Düren)         | Janet Köhler (SG EBT Berlin) Annekatrin Lillie (BW Wittorf)       | Nicol Bittner (PTSV Rosenheim) Karen Neumann (VfL 93 Hamburg)             |
| Mixed        | Michael Fuchs (1. BC Bischmisheim) Annekatrin Lillie (BW Wittorf)    | Johannes Schöttler (SG EBT Berlin) Birgit Overzier (1. BC Beuel)  | Till Zander (VfL 93 Hamburg) Karen Neumann (VfL 93 Hamburg)               |
| Mixed        | Michael Fuchs (1. BC Bischmisheim) Annekatrin Lillie (BW Wittorf)    | Johannes Schöttler (SG EBT Berlin) Birgit Overzier (1. BC Beuel)  | Maurice Niesner (BV Gifhorn) Anne-Christin Reiter (SG EBT Berlin)         |